# Wendell Carter Jr.
 Wendell Andre Carter Jr. (Atlanta, 16 de abril de 1999) é um jogador norte-americano de basquete profissional que atualmente joga no Orlando Magic da National Basketball Association (NBA).
Ele jogou basquete universitário no Duke Blue Devils e foi selecionado pelo Chicago Bulls como a 7º escolha geral no draft da NBA de 2018.

## Carreira no ensino médio
Carter frequentou a Pace Academy em Atlanta, Geórgia. Em seu segundo ano, ele teve médias de 21,3 pontos, 12,3 rebotes e 4,1 bloqueios, levando sua equipe a um recorde de 27-3 e ao título regional da Georgia 6AA.  
Em sua terceira temporada, ele teve médias de 21,6 pontos e 13,6 rebotes. Na final das finais estaduais, Carter registrou 30 pontos e 20 rebotes para levar a Pace Academy a vencer o campeonato estadual da Classe AA da Geórgia em 2016.  
Em seu último ano, ele teve médias de 22,7 pontos, 15,5 rebotes e 5,8 bloqueios enquanto conduzia a sua equipe para o título do Campeonato Estadual Classe 3A da Geórgia. Carter foi eleito o Jogador do Ano na Geórgia, Jogador Gatorade do Ano na Georgia, Primeiro-Equipe All-America no Naismith Trophy, Segunda-Equipe da USA Today e Terceira-Equipe do MaxPreps. 
Fora da quadra, Carter ganhou o Prêmio Morgan Wootten, prêmio destinado a estudantes-atletas que exemplificam caráter, liderança e notas acadêmicas de destaque. Ele ganhou o Prêmio Lance and Shield de sua escola como um dos principais estudiosos e atletas.
Carter foi classificado como um recruta de cinco estrelas e o 4° melhor jogador na turma de 2017. Carter escolheu frequentar Duke, apesar de considerar a oportunidade de se matricular em Harvard.

## Carreira universitária
Carter jogou em Duke por uma temporada. Contra Indiana, ele teve um duplo-duplo com 18 pontos e 12 rebotes em uma vitória por 91-81. Na temporada, Carter teve médias de 13,1 pontos e 9,1 rebotes.
Após a derrota de Duke no Torneio da NCAA de 2018, Carter anunciou sua intenção de renunciar às três últimas temporadas de elegibilidade universitária e se declarar para o draft da NBA de 2018.

## Carreira profissional

### Chicago Bulls (2018–2021)
Em 21 de junho de 2018, Carter foi selecionado pelo Chicago Bulls com a sétima escolha geral no draft da NBA de 2018. Em 3 de julho de 2018, Carter assinou um contrato de 4 anos e US$22 milhões com os Bulls.
Em 18 de outubro, ele estreou na NBA e registrou oito pontos, três rebotes, três assistências e um bloqueio contra o Philadelphia 76ers. Em 31 de outubro de 2018, Carter registrou 25 pontos, oito rebotes, cinco assistências, três bloqueios e três roubadas de bola na derrota por 107-108 para o Denver Nuggets.
Em 24 de março de 2019, Carter foi descartado pelo resto da temporada com uma cirurgia no polegar esquerdo.

### Orlando Magic (2021–Presente)
Em 25 de março de 2021, Carter, junto com Otto Porter, foi negociado com o Orlando Magic em troca de Nikola Vučević e Al-Farouq Aminu.
Em 1º de abril de 2021, Carter registrou 21 pontos e 12 rebotes na vitória por 115-110 sobre o New Orleans Pelicans. Em 24 de abril de 2021, ele registrou 19 pontos e 12 rebotes na vitória por 115-106 contra o Chicago Bulls.
Em 16 de outubro de 2021, Carter assinou um contrato de 4 anos e US$50 milhões com o Magic. Em 20 de março de 2022, Carter marcou 30 pontos, sua melhor marca na carreira, em uma vitória por 90–85 contra o Oklahoma City Thunder.
Carter igualou sua melhor marca na carreira de 30 pontos em uma derrota por 116–108 em 1 de novembro de 2022 contra o Thunder. Em 29 de dezembro, ele foi suspenso pela NBA por um jogo sem pagamento devido a ter saído do banco durante uma briga em um jogo contra o Detroit Pistons no dia anterior.

## Carreira na seleção
Carter jogou com a Seleção Americana na Copa do Mundo de Basquete Sub-17, onde ganhou o ouro. Além disso, ele foi nomeado para a Equipe do Torneio, juntamente com o colega Collin Sexton.

## Estatísticas da carreira

### NBA

#### Temporada regular
| Ano      | Equipe   | PJ  | PT  | MPJ  | AP   | 3P   | LL   | RT   | AS  | BR | TO  | PPJ  |
| -------- | -------- | --- | --- | ---- | ---- | ---- | ---- | ---- | --- | -- | --- | ---- |
| 2018–19  | Chicago  | 44  | 44  | 25.2 | .485 | .188 | .795 | 7.0  | 1.8 | .6 | 1.3 | 10.3 |
| 2019–20  | Chicago  | 43  | 43  | 29.2 | .534 | .207 | .737 | 9.4  | 1.2 | .8 | .8  | 11.3 |
| 2020–21  | Chicago  | 32  | 25  | 24.8 | .512 | .364 | .739 | 7.8  | 2.2 | .6 | .8  | 10.9 |
| 2020–21  | Orlando  | 22  | 19  | 26.5 | .493 | .241 | .721 | 8.8  | 1.6 | .8 | .8  | 11.7 |
| 2021–22  | Orlando  | 62  | 61  | 29.9 | .525 | .327 | .691 | 10.5 | 2.8 | .6 | .7  | 15.0 |
| 2022–23  | Orlando  | 57  | 54  | 29.6 | .525 | .356 | .738 | 8.7  | 2.3 | .5 | .6  | 15.2 |
| 2023–24  | Orlando  | 55  | 48  | 25.6 | .525 | .374 | .694 | 6.9  | 1.7 | .6 | .5  | 11.0 |
| Carreira | Carreira | 315 | 294 | 27.2 | .514 | .293 | .730 | 8.4  | 1.9 | .6 | .7  | 12.2 |

#### Playoffs
| Ano  | Equipe  | PJ | PT | MPJ  | AP   | 3P   | LL   | RT  | AS  | BR | TO | PPJ |
| ---- | ------- | -- | -- | ---- | ---- | ---- | ---- | --- | --- | -- | -- | --- |
| 2024 | Orlando | 7  | 5  | 26.4 | .404 | .280 | .727 | 6.3 | 1.3 | .7 | .6 | 7.6 |

### Universidade
| Ano     | Equipe | PJ | PT | MPJ  | AP   | 3P   | LL   | RT  | AS  | BR | TO  | PPJ  |
| ------- | ------ | -- | -- | ---- | ---- | ---- | ---- | --- | --- | -- | --- | ---- |
| 2017–18 | Duke   | 37 | 37 | 26.8 | .561 | .413 | .738 | 9.1 | 2.0 | .8 | 2.1 | 13.5 |

## Vida pessoal
O pai de Wendell, Wendell Sr., jogou basquete profissional na República Dominicana depois de jogar basquete universitário em Delta State. Sua mãe, Kylia Carter, jogava basquete na Universidade do Mississippi.
 

Em 23 de fevereiro de 2018, Carter foi um dos 25 jogadores universitários identificados em uma investigação do FBI como tendo recebido benefícios como atleta universitário. Segundo a acusação, sua mãe supostamente teve seu almoço pago por um agente nove meses antes de ele assinar com Duke.